# Exoplisia hypochalybe
Exoplisia hypochalybe is een vlindersoort uit de familie van de prachtvlinders (Riodinidae), onderfamilie Riodininae.
Exoplisia hypochalybe werd in 1861 beschreven door C. & R. Felder.